# Кривостеблик прямий
Кривостеблик прямий (Campylostelium strictum) — вид мохів порядку гріміальних (Grimmiales).

## Поширення
Батьківщиною є Європа.